# Pala d'Oro
Pala d'Oro (iz italijanskega pala – oltarni nastavek in ōro 
– zlato, zlat oltarni nastavek), retabel v baziliki sv. Marka v Benetkah, ki velja za eno najbolj prefinjenih mojstrovin bizantinskih dvornih zlatarjev in draguljarjev. Okrašeni sta prednja in zadnja stran slike.
Nastavek je dolga 3,45 m in visoka 1,40 m. Na njej je 83 emajliranih podob, 74 emajliranih medaljonov, 38 zlatih miniaturnih doprsnih reliefov, zlato in srebrno filigransko okrasje in 2.487 draguljev, od tega 526 biserov, 330 granatov, 320 smaragdov, 255 safirjev in manjše število  ametistov, rubinov, topazov in kamej.

## Opis in zgodovina
Oltarni nastavek je sestavljena iz dveh delov. Na spodnjem delu so emajlirane podobe iz življenja sv. Marka, dožev portet in Pantokratorjeva skupina, ki je bila prvotno antepedij, ki ga je leta 1102 dož  Ordelafo Faliero naročil pri dvornih umetnikih v Konstantinoplu. Za podobo nadangela Mihaela in célo zgornjo tretjino slike se domneva, da so jo ukradli križarji v Konstantinoplu v četrti križarski vojni leta 1204.
Dož Andrea Dandolo je leta 1343 naročil, da se oba dela združita in uokvirita v gotski okvir, v katerem je  vdelanih 1.923 žlahtnih kamnov. Nastavek je bila zakrita z leseno oltarno podobo, ki jo je izdelal Paolo Veneziano in se je odpirala samo med verskimi obredi. V 15. stoletju so Venezianovo podobo zamenjali z lesenim opažem, ki se je ohranil do danes, tako da je nastavek stalno odprta.

## Vir
- Sergio Bettini: Venedig, die Pala d’Oro und Konstantinopel. V. Der Schatz von San Marco in Venedig. Katalog. Köln, 1984.